# August von Jetzer

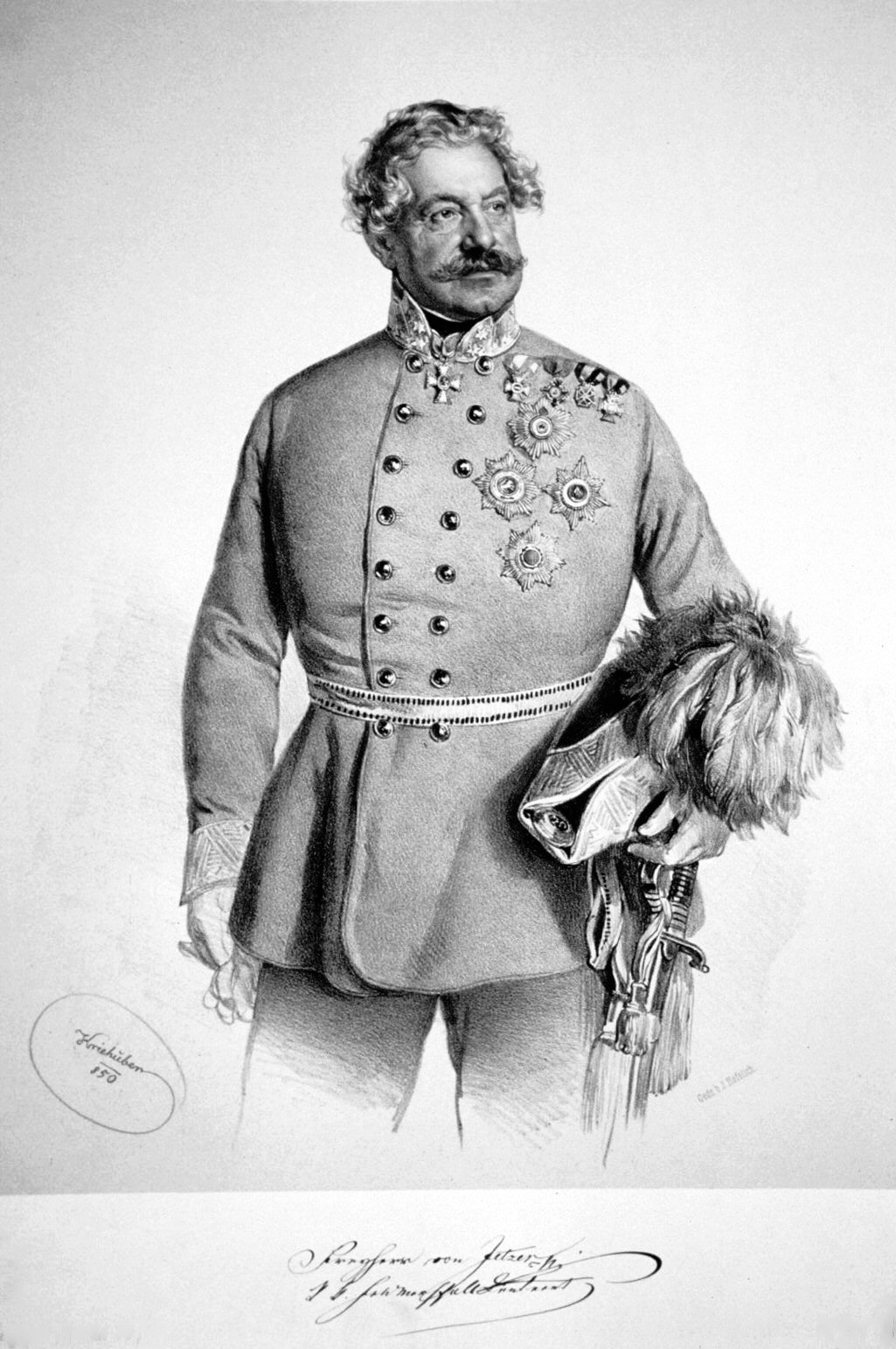
August Freiherr von Jetzer 1848

August Freiherr von Jetzer (* 9. Mai 1789 in Wien; † 14. Jänner 1862 ebenda) war ein österreichischer Feldmarschallleutnant und Ritter des Maria-Theresien-Ordens, Festungskommandant der  Festung Mainz, sodann Zivil und Militärgouverneur von Bologna.

## Biographie

Gefecht von Ebelsberg 1809

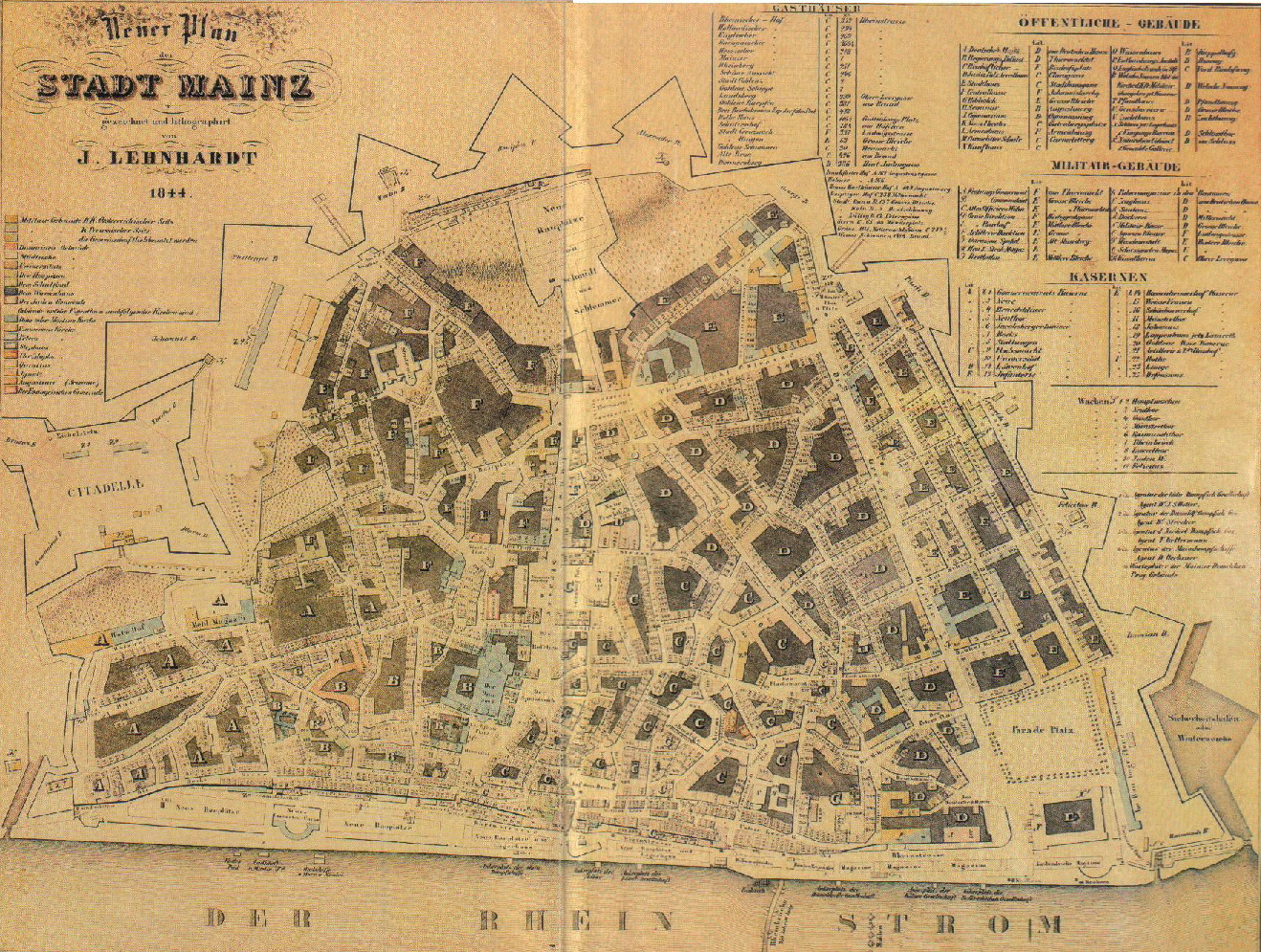
Karte der Bundesfestung Mainz um 1844

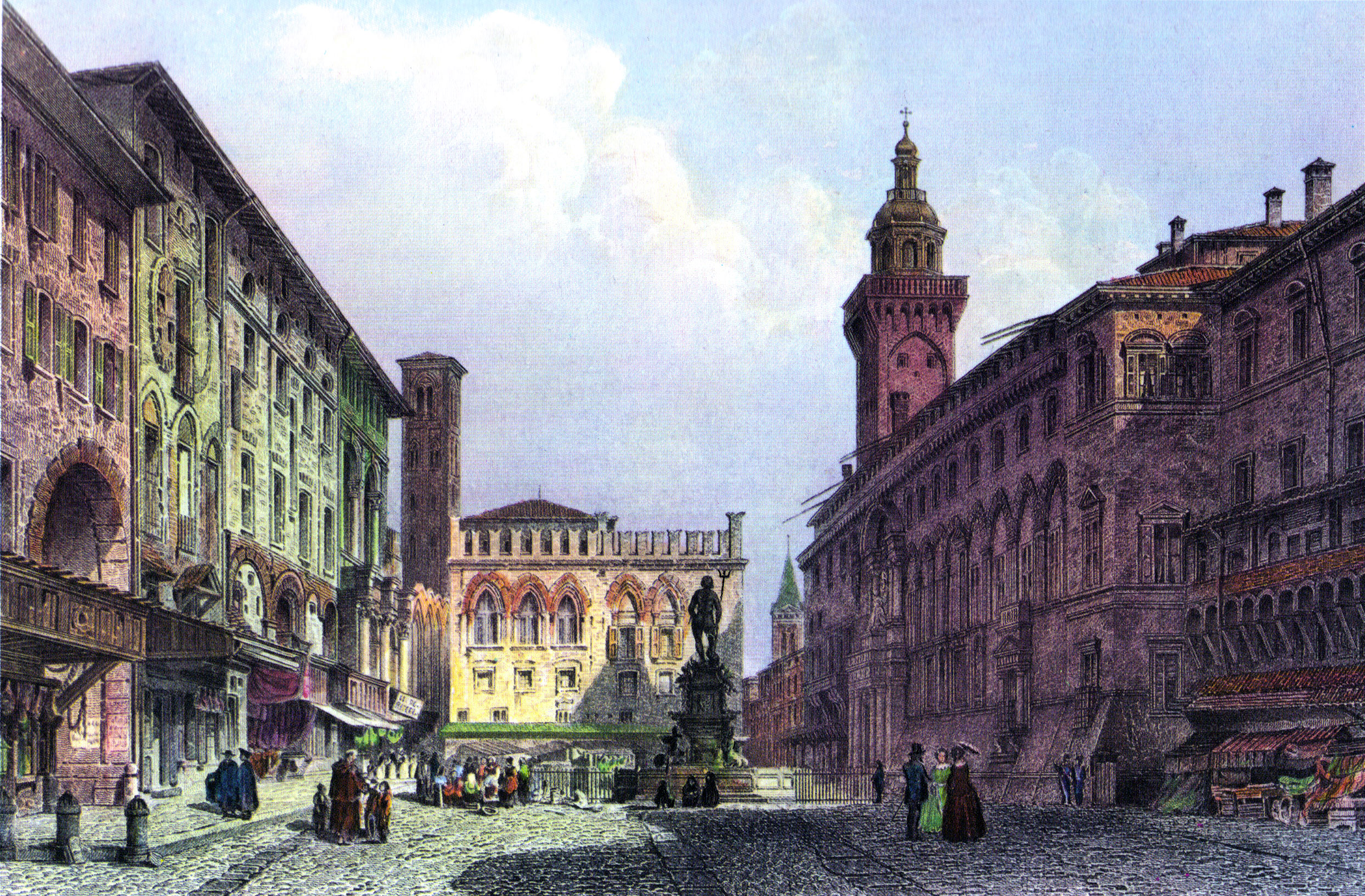
Bologna, Piazza Maggiore, Mitte 19. Jahrhundert

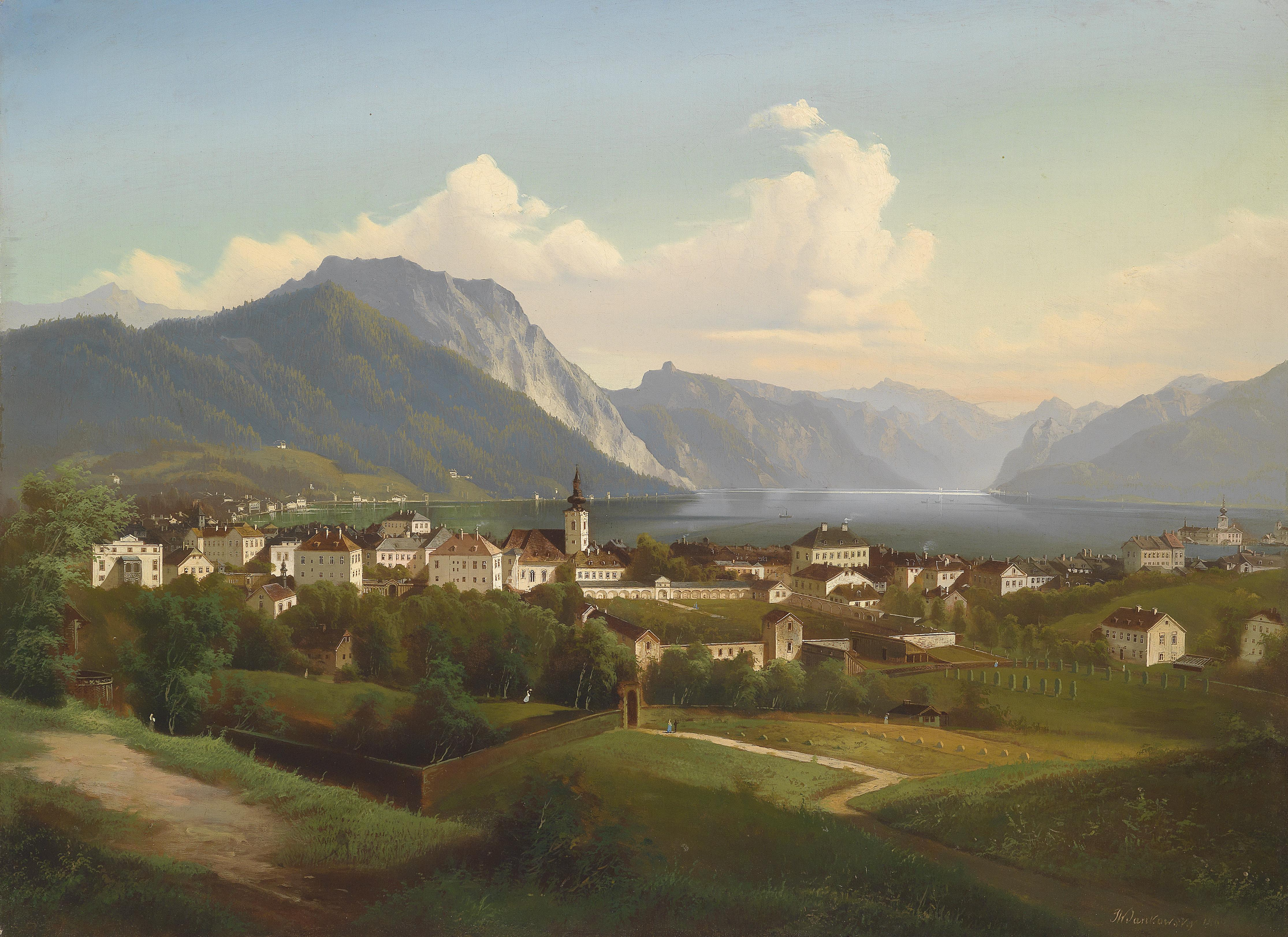
J Wilhelm Jankowsky Blick auf Gmunden mit Schloss Orth 1860

Jetzer entstammte einer bürgerlichen Familie. Er wurde im Gräflich Löwenburgischen Konvikt bei den Piaristen in der Josefstadt erzogen und trat, nachdem im Jahr 1809 die k.k. Landwehr errichtet worden war, als Fähnrich in das 1. Landwehr-Bataillon des Mühlviertels ein. Schon bald danach zeichnete er sich im Gefecht von Ebelsberg aus.

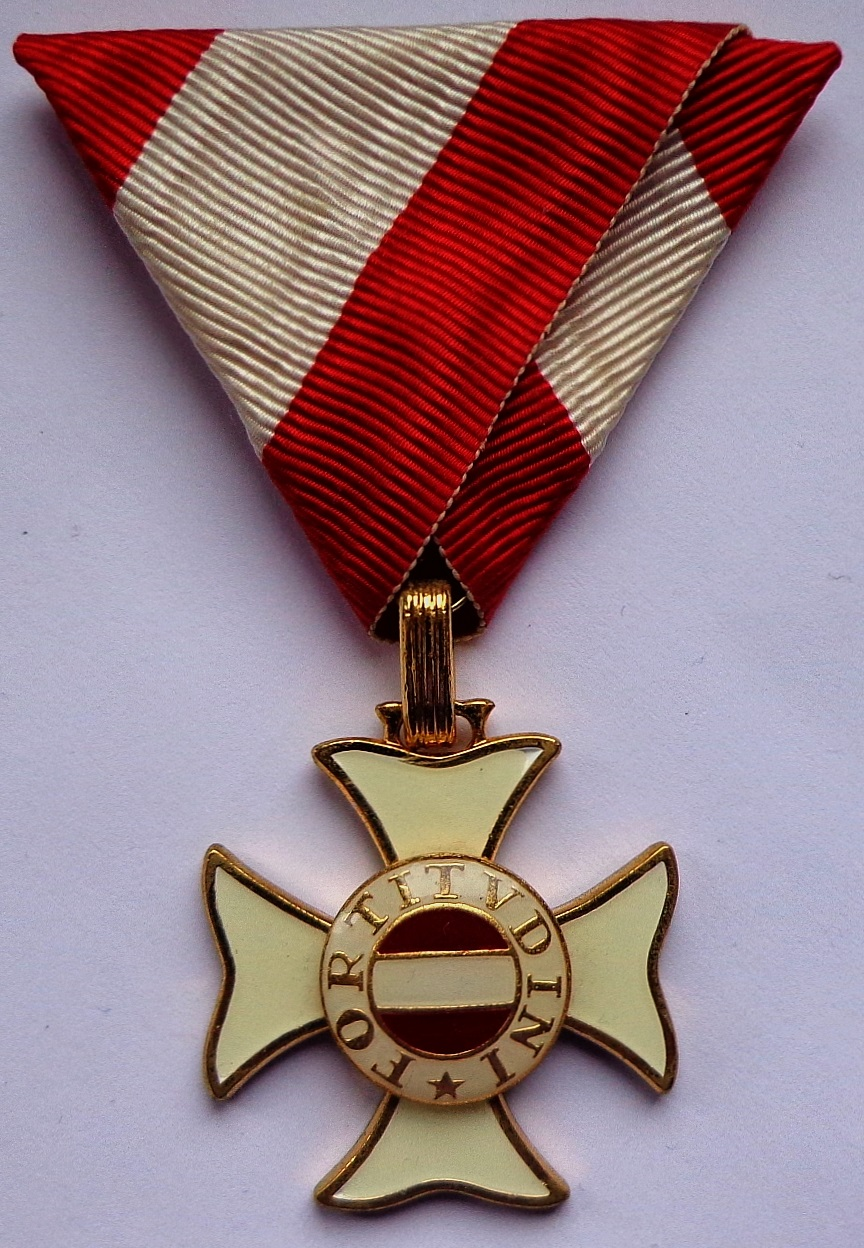
Ritterkreuz des Militär-Maria-Theresien-Ordens

In der darauffolgenden kurzen Friedensperiode wurde er bei der militärischen Zeitschrift, welche damals unter der Schirmherrschaft Erzherzogs Karl ins Leben gerufen wurde, beschäftigt und arbeitete dessen „Beiträgen zum praktischen Unterrichte im Felde“ aus. 
Zu Beginn der Kriegshandlungen im Rahmen der Befreiungskriege 1813 wurde er als Oberleutnant im General-Quartiermeisterstab im Hauptquartier der gegen den Vizekönig von Italien Eugène de Beauharnais operierenden Armee eingesetzt, wo er sich unter anderem bei Rekognoszierungen hervortat. Der kommandierende Feldzeugmeister Johann Freiherr von Hiller terminierte den Drau-Übergang und somit den allgemeinen Angriff auf den 19. September 1813. Jetzer stellte sich freiwillig an die Spitze der Avantgarde bei Hollenburg in Kärnten und erzwang unter heftigstem Kartätschenfeuer den Übergang über die Brücke, indem er die dortigen Verschanzungen erstürmte, und dadurch die weiteren Erfolge wesentlich förderte. Dabei wurde er zweimal schwer verwundet. Bei einer der Schussverletzungen wurde sein Fuß zerschmettert. Die Folgen sollten ihm zeitlebens zu schaffen machen. Für diese Waffentat wurde er am 28. des Monats vom Kaiser mit dem Ritterkreuze des Maria Theresien-Ordens noch auf dem Schlachtfeld ausgezeichnet.  
Wegen seiner Verwundungen konnte er eine Zeitlang nicht im Frontdienst verwendet werden und beschäftigte sich 1814 mit der Ausarbeitung von Operationskarten, sodann im Präsidialbüro des Hofkriegsrates und trat erst am Schluss des Jahres als Hauptmann im Hauptquartier des Feldmarschalls Fürst zu Schwarzenberg wieder in den aktiven Dienst.
Kaiser Franz Joseph I. erhob ihn, den Statuten des Maria Theresien-Ordens gemäß, mit Diplom vom 17. Mai 1815 in den erbländisch-österreichischen Freiherrnstand.
Nach dem Pariser Frieden kam der Offizier in die Direktionskanzlei des Generalstabes zurück und wurde 1826 Major und Direktor derselben, bald darauf Oberstleutnant und Generalkommandoadjutant in Ungarn an der Seite Erzherzogs Ferdinand d’Este. Im Jahre 1831 avancierte er zum Oberst und Kommandanten des Infanterieregiments Nr. 31 Graf Leiningen.
Am 6. April 1840 rückte der Freiherr zum Generalmajor und erhielt ein Brigadekommando in Lemberg, ab dem 1. November 1843 jenes in der Bundesfestung Mainz, wo er ein Jahr später Festungskommandant wurde (bis 30. Oktober 1849). Nachdem er in diesem Amt am 12. Dezember 1847 zum Feldmarschalleutnant ernannt worden war, unterband der General durch sein energisches Auftreten In der stürmischen Epoche des Jahres 1848, als verschiedene Einflüsse der Bewegungspartei die militärische Disziplin unter der Bundesbesatzung zu lockern versuchten, dieses Vorhaben. Für die Wiederherstellung der Ruhe in der Festung, welche auch durch Angriffe auf die preußische Garnison stark gefährdet gewesen war, erntete von den Monarchen Preußens, Badens und Hessen-Darmstadts öffentliche Zeichen der Würdigung. So erhielt er unter anderen Ehrungen ein belobigendes Handschreiben des preußischen Königs Friedrich Wilhelm IV. begleitet von den Insignien des Roten Adlerordens 1. Klasse.
Am 1. November 1849 erhielt der Freiherr das Kommando einer Division in Bologna und wurde dort Zivil und Militärgouverneur, sodann auch Interimskommandant des 8. Armeekorps. Doch schon im folgenden Jahr – er hatte bereits 41 Jahre gedient – nötigten ihn die Beschwerden des zunehmenden Alters und die Spätfolgen seiner Kriegsverletzungen, um Versetzung in den Ruhestand zu bitten, welcher ihm unter Bezeugung Allerhöchster Zufriedenheit am 27. Juni 1850 gewährt wurde. Er verlebte seither den Winter in Wien, den Sommer in Gmunden im Kreise seiner Familie.
Wie oben bereits bemerkt worden, war J. auch schriftstellerisch tätig, so enthalten die ersten Jahrgänge der „Österreichischen Militärischen Zeitschrift“ mehrere Aufsätze aus seiner Feder.

## Auszeichnungen
Der General wurde mit zahlreichen Ehrenzeichen dekoriert, darunter:
- Ritter des Militär-Maria-Theresien-Ordens, 1813
- Ritter des Österreichischen Leopold-Ordens, 1848
- Ritter I. Klasse des Roten Adlerordens, 1848
- Großkreuz des Großherzoglich Hessischen Ludwigsordens, 1848
- Großkreuz des Großherzoglich Hessischen Philippsordens, 1848
- Großkreuz des Ordens vom Zähringer Löwen, 1848
- Ritter I. Klasse des Parmaischen Konstantinordens vom Heiligen Georg, 1813

## Familie
August von Jetzer heiratete am 22. April 1832 Anna (* 18. Mai 1801), die Witwe des k. k. Oberstleutnants Fleschner, einer Tochter des Feldmarschalleutnants (7. Oktober 1829) Wolfgang Ritter Laiml von Dedina (1767–1839), aus der sie ihren Sohn Eugen (* 22. April 1826) mit in die Ehe brachte. Da diese Ehe kinderlos blieb, durfte der General mit Allerhöchster Entschließung vom 29. Juli 1843 seinen Stiefsohn adoptieren, mit der Genehmigung, dass Eugen des Generals Titel und Wappen führen durfte. Der spätere Oberst nannte sich Eugen Freiherr von Fleschner-Jetzer. August hatte eine Schwester, Charlotte (* 1793; † 16. September 1827), die den Freund und Vetter Franz Grillparzers Ferdinand Graf von Paumgartten ehelichte und der zwischen 1819 und 1821 eine Affäre mit dem Literaten nachgesagt wird.

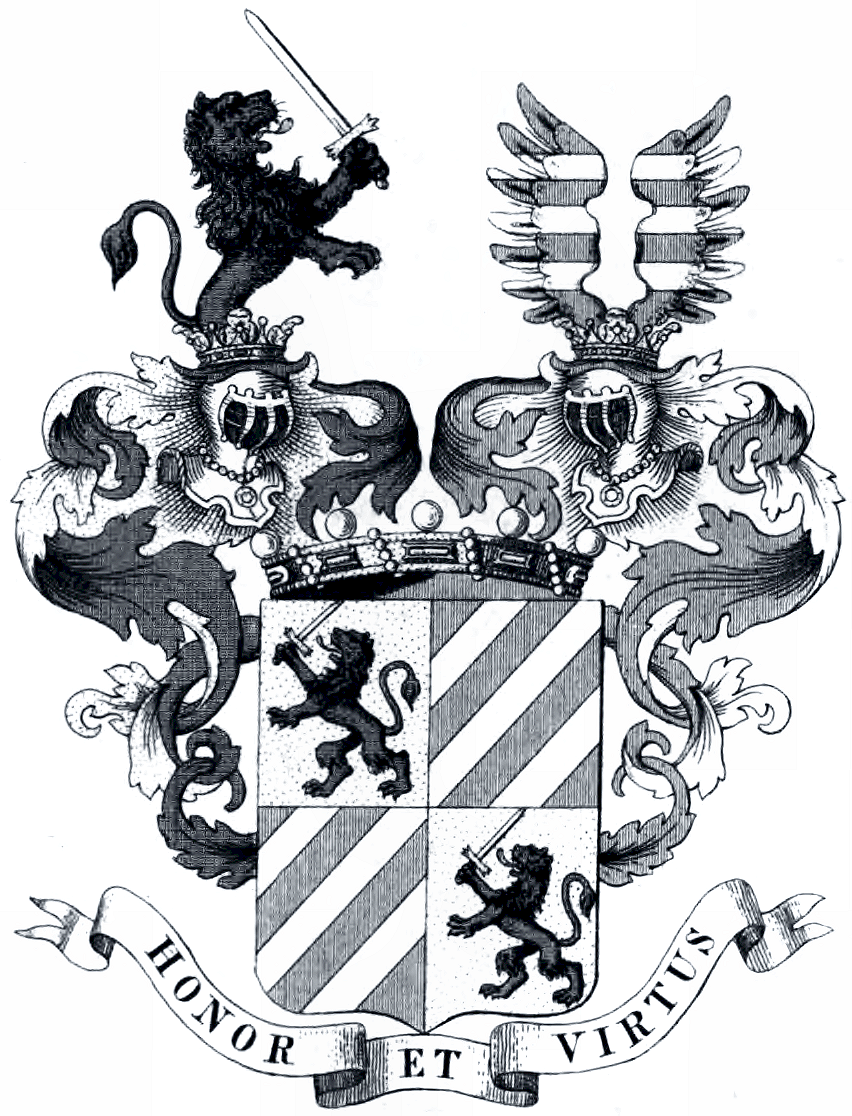
Wappen der Freiherren von Jetzer 1815

## Wappen
1815: Quadrierter Schild. 1 und 4 in Gold ein schwarzer zum Kampfe gerichteter Löwe, welcher ein Schwert in seiner rechten Pranke hält. 2 und 3 in Rot drei linksschräge silberne Balken. Den Schild bedeckt die Freiherrnkrone, auf welcher sich zwei zueinander, gekehrte Turnierhelme erheben. Aus dem rechten Helm steigt der Löwe von 1 und 4 einwärts gestellt hervor, der linke trägt einen offenen roten, mit den drei silbernen Querbalken der Felder belegten roter Flug. Die Helmdecken sind rechts schwarz mit Gold, links rot mit Silber belegt. Unter dem Schilde auf einem flatternden Streifen steht die Devise: „Honor et virtus“ [„Ehre und Tugend“].